# NEVER Openweight Championship
El NEVER Openweight Championship (Campeonato de Peso Abierto NEVER, en español) es un campeonato de lucha libre profesional, perteneciente a la New Japan Pro-Wrestling (NJPW). NEVER es parte del nombre del título, y es un acrónimo de las palabras "New Blood", "Evolution", "Valiantly", "Eternal", y "Radical" (traducido como "Sangre Nueva", "Evolución", "Valentía", "Eterno" y "Radical"), y fue una serie de eventos promocionados por NJPW, los cuales presentaron jóvenes talentos emergentes y luchadores externos que no estaban bajo contrato con NJPW. El proyecto fue oficialmente anunciado el 12 de julio de 2010, y tuvo su primer evento el 24 de agosto de 2010. El 5 de octubre de 2012, NJPW anunció que los eventos NEVER iban a tener su propio campeonato, el Campeonato de Peso Abierto NEVER, el sexto título activo de la empresa. El campeón actual es Boltin Oleg, quien se encuentra en su primer reinado.
Originalmente, el título estaba programado para ser defendido exclusivamente en los eventos NEVER, pero este plan fue cambiado rápidamente y, desde su creación, el título ha sido defendido en la parte baja de las carteleras de los eventos de NJPW. El concepto original de tener luchadores más jóvenes compitiendo por el título tampoco se ha materializado, ya que los primeros siete campeones han tenido treinta o cuarenta años. En cambio, a través de luchadores como Katsuyori Shibata, Togi Makabe y Tomohiro Ishii, el Campeonato de Peso Abierto NEVER se hizo conocido por sus luchas titulares "aguerridas". Aunque fue nombrado como un campeonato de "peso abierto", NJPW también ha clasificado el título como uno de "peso pesado". La naturaleza de peso abierto del título significa que tanto luchadores de categoría Heavyweight como Junior Heavyweight son aptos para competir por él. Además, junto con el Campeonato Peso Pesado de la IWGP y el Campeonato Intercontinental de la IWGP, el Campeonato de Peso Abierto NEVER accedía a su portador a ser un potencial Campeón de Tres Coronas (新日本トリプルクラウン Shin Nihon Toripuru Kuraun, en japonés; Triple Corona de New Japan, en español).

## Historia

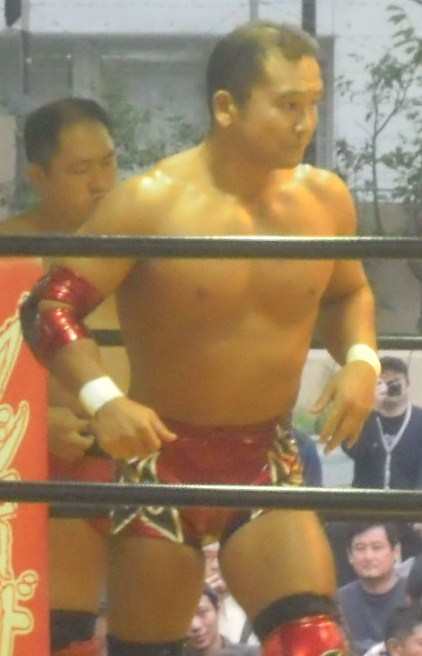
El campeón inaugural, Masato Tanaka.

El 5 de octubre de 2012, cerca de dos años después de la fundación NEVER, New Japan Pro-Wrestling anunció la creación del primer campeonato de dicho proyecto, el Campeonato de Peso Abierto NEVER. El título fue originalmente creado con la idea de usarse para "elevar a jóvenes luchadores". El primer campeón fue determinado en un torneo de eliminación de 16 luchadores, se realizó el 15 y 19 de noviembre de 2012. El título y el torneo fueron anunciados por el presidente de New Japan Naoki Sugabayashi y el luchador regular de la división NEVER Tetsuya Naito, quien fue asignado para entrar al torneo, pero se vio forzado a retirarse debido a una lesión en la rodilla.
Al igual que muchos eventos NEVER, el torneo recibió luchadores que no estaban asignados a New Japan; entre los luchadores freelance se encuentran Daisuke Sasaki, Hiro Tonai, Kengo Mashimo, Ryuichi Sekine, Shiori Asahi y Taishi Takizawa desde Kaientai Dojo, y Masato Tanaka desde Pro Wrestling ZERO1. Toda la primera ronda del torneo se realizó el 15 de noviembre, en el que Shiori Asahi, Yoshi-Hashi, Taishi Takizawa, Ryusuke Taguchi, Tomohiro Ishii, Kengo Mashimo, Karl Anderson y Masato Tanaka avanzaron a la siguiente ronda. El resto del torneo se realizó cuatro días después. Durante la segunda ronda, Kengo Mashimo derrotó a Ryusuke Taguchi, Karl Anderson derrotó a Shiori Asahi, Masato Tanaka derrotó a Taishi Takizawa y Tomohiro Ishii derrotó a Yoshi-Hashi. En la semifinal, Anderson derrotó a Mashimo y Tanaka derrotó a Ishii.
Ya en la final del torneo, Tanaka con 39 años de edad, quien pese a pertenecer oficialmente a Pro Wrestling Zero1, estuvo trabajando regularmente con NJPW desde agosto de 2009, derrotó a Anderson para convertirse en el inaugural Campeonato de Peso Abierto NEVER. Aunque el título fue originalmente diseñado para ser defendido en eventos NEVER, NJPW no ha realizado eventos NEVER desde el torneo por el campeonato.

## Campeones

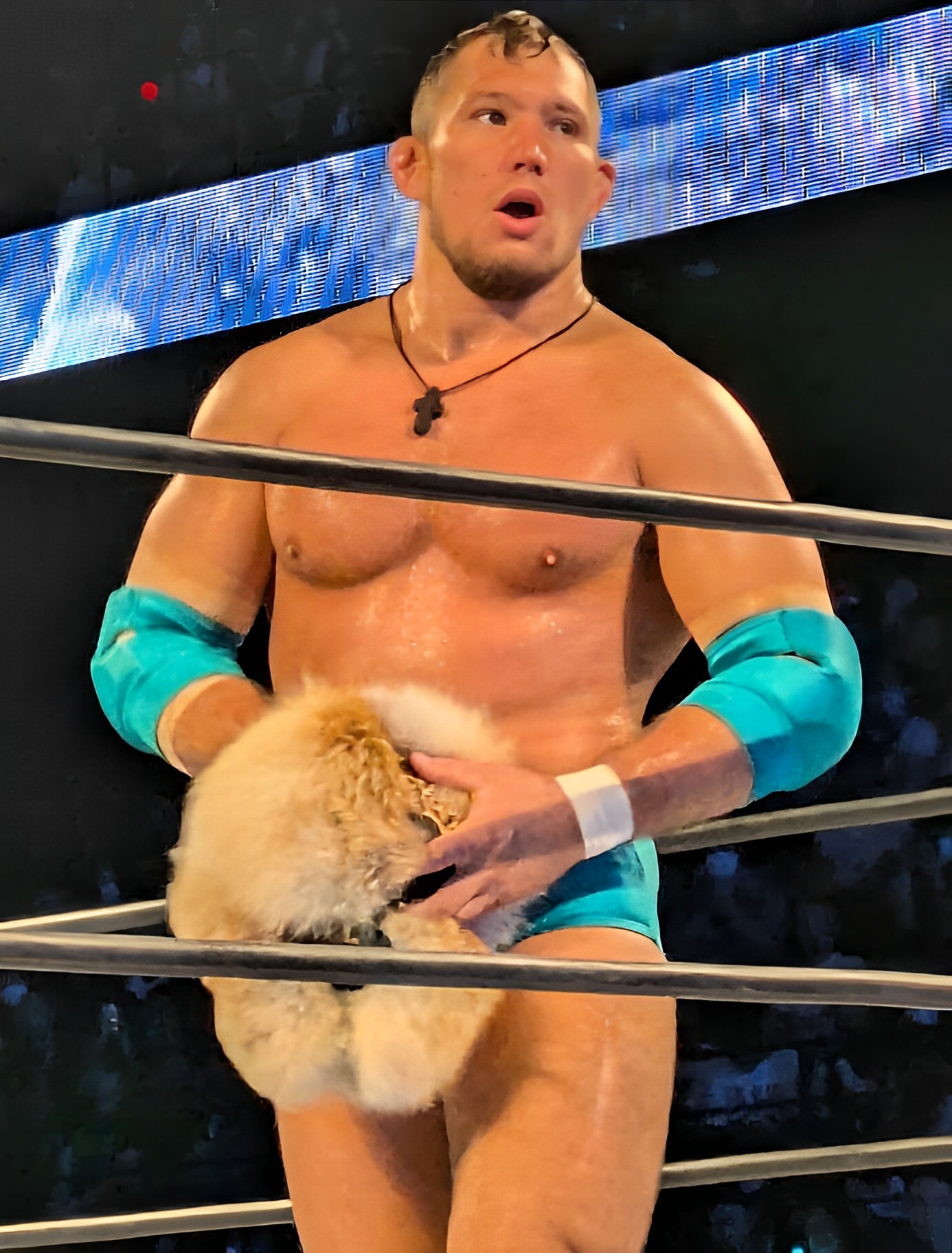
El campeón actual, Boltin Oleg.

El Campeonato de Peso Abierto NEVER es un campeonato secundario creado por NJPW, y fue establecido en 2012, siendo uno de los dos títulos con la denominación NEVER. El campeón inaugural fue Masato Tanaka, quien ganó un torneo al derrotar en la final a Karl Anderson, el 19 de noviembre de 2012 en el evento Shodai NEVER, desde entonces ha habido 25 distintos campeones oficiales, repartidos en 48 reinados en total. Además, el campeonato ha quedado vacante en una ocasión, debido a una gripe que sufrió el entonces campeón durante su reinado. Michael Elgin, Will Ospreay, Jeff Cobb, Jay White, Tama Tonga, Karl Anderson, David Finlay, HENARE y Boltin Oleg son los nueve luchadores no japoneses que han ostentado el título.
El reinado más largo en la historia del título le pertenece a Masato Tanaka, quien mantuvo el campeonato por 314 días entre 2012 y 2013, cuyo reinado fue el primero de la historia al ser el campeón inaugural. Por otro lado, el reinado más corto le pertenece a Michael Elgin, con solo 8 días en 2018 al perderlo ante Hirooki Goto. Aquel reinado es el más corto en la historia del campeonato.
En cuanto a los días en total como campeón (un acumulado entre la suma de todos los días de los reinados individuales de cada luchador), Shingo Takagi posee el primer lugar, con 530 días como campeón entre sus cinco reinados. Le siguen Tomohiro Ishii (514 días en sus seis reinados), Hirooki Goto (424 días en sus cinco reinados), Minoru Suzuki (322 días en sus dos reinados), y Masato Tanaka (314 días en su único reinado). 
Por último, Tomohiro Ishii es el luchador que más reinados posee con 6, seguido por Hirooki Goto y Shingo Takagi con 5, y por Tama Tonga con 4.

### Campeón actual
El campeón actual es Boltin Oleg, quien se encuentra en su primer reinado como campeón. Oleg ganó el campeonato tras derrotar al excampeón Konosuke Takeshita el 15 de junio de 2025 en Dominion 6.15 in Osaka-jo Hall.
Oleg registra hasta el 2 de agosto de 2025 las siguientes defensas televisadas:
1. vs. Yuji Nagata (29 de junio de 2025, Tanahashi Jam)

### Lista de campeones
| N.º | Campeón            | Lucha                    | Lucha                                                     | Lucha                  | Estadísticas | Estadísticas | Estadísticas      | Notas y referencias                                                                                           |
| N.º | Campeón            | Fecha                    | Evento                                                    | Ubicación              | Reinado      | Días         | Defensas exitosas | Notas y referencias                                                                                           |
| --- | ------------------ | ------------------------ | --------------------------------------------------------- | ---------------------- | ------------ | ------------ | ----------------- | --- |
| 1   | Masato Tanaka      | 19 de noviembre de 2012  | Shodai NEVER Musabetsu Kyu Oza Kettei Tournament Final    | Tokio, Japón           | 1            | 314          | 4                 | Tanaka derrotó a Karl Anderson en la final de un torneo para convertirse en el campeón inaugural.             |
| 2   | Tetsuya Naito      | 29 de septiembre de 2013 | Destruction                                               | Kōbe, Japón            | 1            | 135          | 2                 | [ 23 ] |
| 3   | Tomohiro Ishii     | 11 de febrero de 2014    | The New Beginning in Osaka                                | Osaka, Japón           | 1            | 138          | 4                 | [ 24 ] |
| 4   | Yujiro Takahashi   | 29 de junio de 2014      | Kizuna Road                                               | Tokio, Japón           | 1            | 106          | 1                 | [ 25 ] |
| 5   | Tomohiro Ishii     | 13 de octubre de 2014    | King of Pro-Wrestling                                     | Tokio, Japón           | 2            | 83           | 1                 | [ 26 ] |
| 6   | Togi Makabe        | 4 de enero de 2015       | Wrestle Kingdom 9                                         | Tokio, Japón           | 1            | 41           | 0                 | [ 27 ] |
| —   | Vacante            | 14 de febrero de 2015    | —                                                         | —                      | —            | —            | —                 | El título quedó vacante debido a una gripe que sufrió Makabe durante su reinado.                              |
| 7   | Tomohiro Ishii     | 14 de febrero de 2015    | The New Beginning in Sendai                               | Sendai, Japón          | 3            | 74           | 0                 | Ishii derrotó a Tomoaki Honma para ganar el título vacante.                                                   |
| 8   | Togi Makabe        | 29 de abril de 2015      | Wrestling Hinokuni                                        | Kumamoto, Japón        | 2            | 166          | 2                 | [ 29 ] |
| 9   | Tomohiro Ishii     | 12 de octubre de 2015    | King of Pro-Wrestling                                     | Tokio, Japón           | 4            | 84           | 1                 | [ 30 ] |
| 10  | Katsuyori Shibata  | 4 de enero de 2016       | Wrestle Kingdom 10                                        | Tokio, Japón           | 1            | 120          | 3                 | [ 31 ] |
| 11  | Yuji Nagata        | 3 de mayo de 2016        | Wrestling Dontaku                                         | Fukuoka, Japón         | 1            | 47           | 0                 | [ 32 ] |
| 12  | Katsuyori Shibata  | 19 de junio de 2016      | Dominion 6.19 in Osaka-jo Hall                            | Osaka, Japón           | 2            | 139          | 3                 | [ 33 ] |
| 13  | Evil               | 5 de noviembre de 2016   | Power Struggle                                            | Osaka, Japón           | 1            | 10           | 0                 | [ 34 ] |
| 14  | Katsuyori Shibata  | 15 de noviembre de 2016  | Wrestling World in Singapore                              | Singapur               | 3            | 50           | 0                 | [ 35 ] |
| 15  | Hirooki Goto       | 4 de enero de 2017       | Wrestle Kingdom 11                                        | Tokio, Japón           | 1            | 113          | 3                 | [ 36 ] |
| 16  | Minoru Suzuki      | 27 de abril de 2017      | Road to Wrestling Dontaku 2017: Aki no Kuni Sengoku Emaki | Hiroshima, Japón       | 1            | 252          | 4                 | [ 37 ] |
| 17  | Hirooki Goto       | 4 de enero de 2018       | Wrestle Kingdom 12                                        | Tokio, Japón           | 2            | 156          | 3                 | Fue un Hair vs. Hair Match.                                                                                   |
| 18  | Michael Elgin      | 9 de junio de 2018       | Dominion 6.9 in Osaka-jo Hall                             | Osaka, Japón           | 1            | 8            | 0                 | Fue un Triple Threat match, el cual incluyó a Hirooki Goto y Taichi.                                          |
| 19  | Hirooki Goto       | 17 de junio de 2018      | Kizuna Road                                               | Tokio, Japón           | 3            | 92           | 1                 | [ 40 ] |
| 20  | Taichi             | 17 de septiembre de 2018 | Destruction in Beppu                                      | Beppu, Japón           | 1            | 47           | 0                 | [ 41 ] |
| 21  | Hirooki Goto       | 3 de noviembre de 2018   | Power Struggle                                            | Osaka, Japón           | 4            | 36           | 0                 | [ 42 ] |
| 22  | Kota Ibushi        | 9 de diciembre de 2018   | World Tag League Finals                                   | Iwate, Japón           | 1            | 26           | 0                 | [ 43 ] |
| 23  | Will Ospreay       | 4 de enero de 2019       | Wrestle Kingdom 13                                        | Tokio, Japón           | 1            | 92           | 1                 | [ 44 ] |
| 24  | Jeff Cobb          | 6 de abril de 2019       | G1 Supercard                                              | Nueva York, Nueva York | 1            | 27           | 0                 | Fue un Winner Takes All Match, donde el Campeonato Mundial Televisivo de ROH de Cobb también estuvo en juego. |
| 25  | Taichi             | 3 de mayo de 2019        | Wrestling Dontaku Día 1                                   | Fukuoka, Japón         | 2            | 37           | 0                 | [ 46 ] |
| 26  | Tomohiro Ishii     | 9 de junio de 2019       | Dominion 6.9 in Osaka-jo Hall                             | Osaka, Japón           | 5            | 83           | 0                 | [ 47 ] |
| 27  | KENTA              | 31 de agosto de 2019     | Royal Quest                                               | Londres, Inglaterra    | 1            | 127          | 2                 | [ 48 ] |
| 28  | Hirooki Goto       | 5 de enero de 2020       | Wrestle Kingdom 14 Día 2                                  | Tokio, Japón           | 5            | 27           | 0                 | [ 49 ] |
| 29  | Shingo Takagi      | 1 de febrero de 2020     | The New Beginning in Sapporo                              | Sapporo, Japón         | 1            | 210          | 3                 | [ 50 ] |
| 30  | Minoru Suzuki      | 29 de agosto de 2020     | Summer Struggle in Jingu                                  | Tokio, Japón           | 2            | 70           | 0                 | [ 51 ] |
| 31  | Shingo Takagi      | 7 de noviembre de 2020   | Power Struggle                                            | Osaka, Japón           | 2            | 84           | 1                 | [ 52 ] |
| 32  | Hiroshi Tanahashi  | 30 de enero de 2021      | The New Beginning in Nagoya                               | Nagoya, Japón          | 1            | 93           | 1                 | [ 53 ] |
| 33  | Jay White          | 3 de mayo de 2021        | Wrestling Dontaku Día 1                                   | Fukuoka, Japón         | 1            | 194          | 1                 | [ 54 ] |
| 34  | Tomohiro Ishii     | 13 de noviembre de 2021  | Battle in the Valley                                      | San José, California   | 6            | 52           | 0                 | [ 55 ] |
| 35  | Evil               | 4 de enero de 2022       | Wrestle Kingdom 16 Día 1                                  | Tokio, Japón           | 2            | 117          | 2                 | [ 56 ] |
| 36  | Tama Tonga         | 1 de mayo de 2022        | Wrestling Dontaku                                         | Fukuoka, Japón         | 1            | 42           | 0                 | [ 57 ] |
| 37  | Karl Anderson      | 12 de junio de 2022      | Dominion 6.12 in Osaka-jo Hall                            | Osaka, Japón           | 1            | 206          | 2                 | [ 58 ] |
| 38  | Tama Tonga         | 4 de enero de 2023       | Wrestle Kingdom 17                                        | Tokio, Japón           | 2            | 119          | 1                 | [ 59 ] |
| 39  | David Finlay       | 3 de mayo de 2023        | Wrestling Dontaku                                         | Fukuoka, Japón         | 1            | 159          | 1                 | [ 60 ] |
| 40  | Tama Tonga         | 9 de octubre de 2023     | Destruction in Ryogoku                                    | Tokio, Japón           | 3            | 19           | 0                 | [ 61 ] |
| 41  | Shingo Takagi      | 28 de octubre de 2023    | Fighting Spirit Unleashed                                 | Las Vegas, Nevada      | 3            | 68           | 1                 | [ 62 ] |
| 42  | Tama Tonga         | 4 de enero de 2024       | Wrestle Kingdom 18                                        | Tokio, Japón           | 4            | 16           | 0                 | [ 63 ] |
| 43  | Evil               | 20 de enero de 2024      | The New Beginning in Nagoya                               | Nagoya, Japón          | 3            | 77           | 1                 | [ 64 ] |
| 44  | Shingo Takagi      | 6 de abril de 2024       | Sakura Genesis                                            | Tokio, Japón           | 4            | 71           | 3                 | [ 65 ] |
| 45  | HENARE             | 16 de junio de 2024      | New Japan Soul 2024                                       | Sapporo, Japón         | 1            | 105          | 1                 | [ 66 ] |
| 46  | Shingo Takagi      | 29 de septiembre de 2024 | Destruction in Kobe                                       | Kobe, Japón            | 5            | 97           | 1                 | [ 67 ] |
| 47  | Konosuke Takeshita | 4 de enero de 2025       | Wrestle Kingdom 19                                        | Tokio, Japón           | 1            | 162          | 5                 | Fue un Winner Takes All Match, donde el Campeonato Internacional de AEW de Takeshita también estuvo en juego. |
| 48  | Boltin Oleg        | 15 de junio de 2025      | Dominion 6.15 in Osaka-jo Hall                            | Osaka, Japón           | 1            | 48+          | 1                 | [ 69 ] |

### Total de días con el título
La siguiente lista muestra el total de días que un luchador ha poseído el campeonato si se suman todos los reinados que posee. 
Actualizado a la fecha del 2 de agosto de 2025.
| + | Indica al campeón actual |

| N.º | Campeón            | Reinados | Núm. defensas | Total de días |
| --- | ------------------ | -------- | ------------- | ------------- |
| 1   | Shingo Takagi      | 5        | 9             | 530           |
| 2   | Tomohiro Ishii     | 6        | 6             | 514           |
| 3   | Hirooki Goto       | 5        | 7             | 424           |
| 4   | Minoru Suzuki      | 2        | 4             | 322           |
| 5   | Masato Tanaka      | 1        | 4             | 314           |
| 6   | Katsuyori Shibata  | 3        | 6             | 309           |
| 7   | Togi Makabe        | 2        | 2             | 207           |
| 8   | Karl Anderson      | 1        | 2             | 206           |
| 9   | Evil               | 3        | 3             | 204           |
| 10  | Tama Tonga         | 4        | 1             | 196           |
| 11  | Jay White          | 1        | 1             | 194           |
| 12  | Konosuke Takeshita | 1        | 5             | 162           |
| 13  | David Finlay       | 1        | 1             | 159           |
| 14  | Tetsuya Naito      | 1        | 2             | 135           |
| 15  | KENTA              | 1        | 2             | 127           |
| 16  | Yujiro Takahashi   | 1        | 1             | 106           |
| 17  | HENARE             | 1        | 1             | 105           |
| 18  | Hiroshi Tanahashi  | 1        | 1             | 93            |
| 19  | Will Ospreay       | 1        | 1             | 92            |
| 20  | Taichi             | 2        | 0             | 84            |
| 21  | Boltin Oleg        | 1        | 1             | 48+           |
| 22  | Yuji Nagata        | 1        | 0             | 47            |
| 23  | Jeff Cobb          | 1        | 0             | 27            |
| 24  | Kota Ibushi        | 1        | 0             | 26            |
| 25  | Michael Elgin      | 1        | 0             | 8             |

### Mayor cantidad de reinados
| Reinados | Luchador (es)                      |
| -------- | ---------------------------------- |
| 6 veces  | Tomohiro Ishii                     |
| 5 veces  | Hirooki Goto, Shingo Takagi        |
| 4 veces  | Tama Tonga                         |
| 3 veces  | Katsuyori Shibata, Evil            |
| 2 veces  | Togi Makabe, Taichi, Minoru Suzuki |